# Aldeanueva de Figueroa (kommunhuvudort)
Aldeanueva de Figueroa är en kommunhuvudort i Spanien.   Den ligger i provinsen Provincia de Salamanca och regionen Kastilien och Leon, i den centrala delen av landet, 170 km nordväst om huvudstaden Madrid. Aldeanueva de Figueroa ligger 873 meter över havet och antalet invånare är 303.
Terrängen runt Aldeanueva de Figueroa är huvudsakligen platt. Aldeanueva de Figueroa ligger uppe på en höjd. Runt Aldeanueva de Figueroa är det glesbefolkat, med 12 invånare per kvadratkilometer. Närmaste större samhälle är Fuentesaúco, 9,4 km norr om Aldeanueva de Figueroa. Trakten runt Aldeanueva de Figueroa består till största delen av jordbruksmark.